# Pastorie (Hoogzand van Oostermeer)

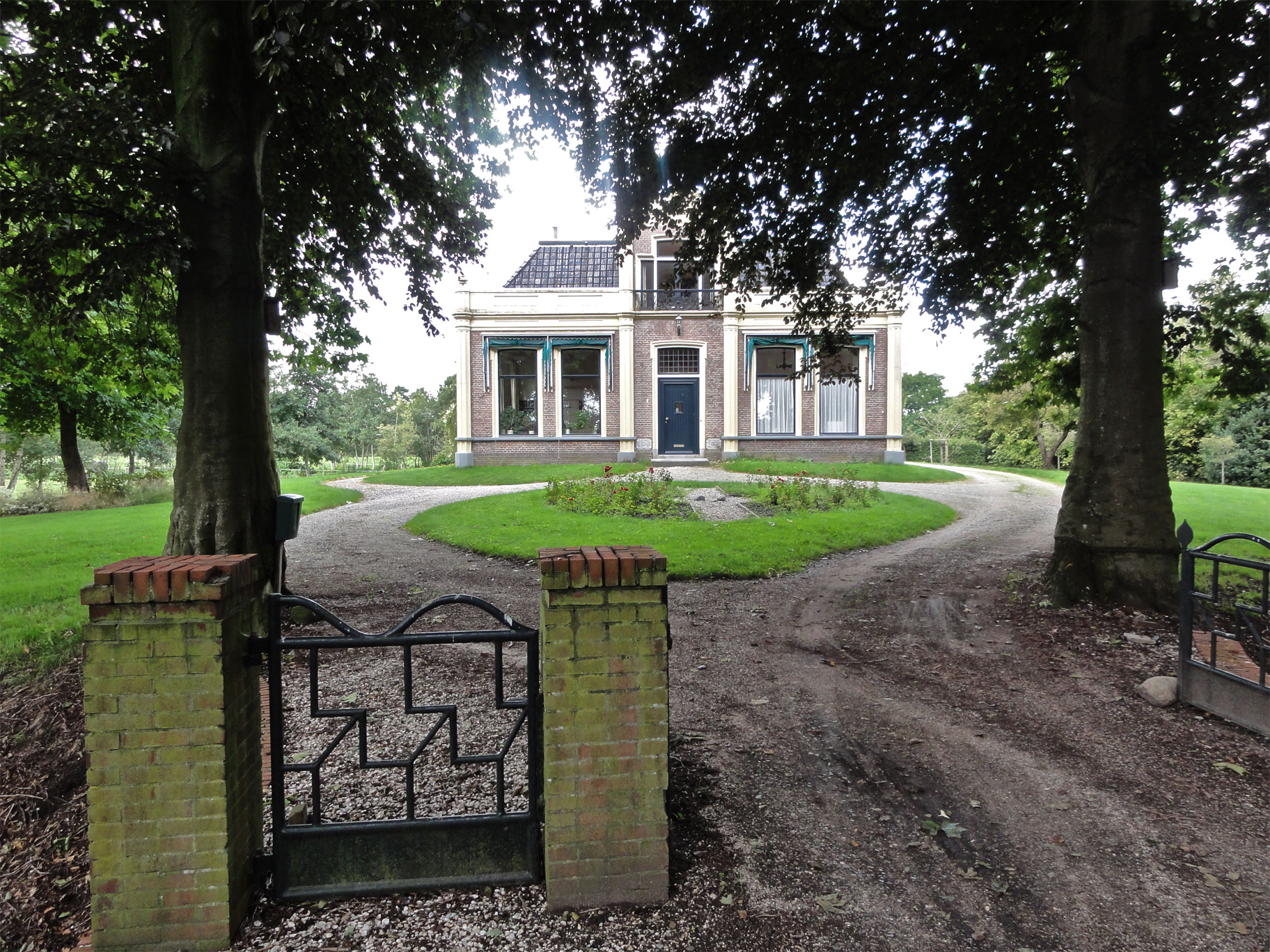
De hervormde pastorie aan de Torenlaan 1 in Hoogzand

De pastorie van het Hoogzand van Oostermeer is een monumentaal pand aan de Torenlaan 1 in Hoogzand in de Nederlandse provincie Friesland.

## Geschiedenis
In 1868 werd in het Hoogzand van Oostermeer een nieuwe kerk gebouwd, omdat de oude kerk in bouwvallige staat verkeerde en moest worden afgebroken. In 1875, zeven jaar na de bouw van de nieuwe kerk, werd tegenover de nieuwe kerk ook een nieuwe pastorie gebouwd. De toenmalige predikant Willem Frederik Bluggel was in januari 1874 met zijn werkzaamheden begonnen in het Hoogzand van Oostermeer. Zijn naam, met die van de toenmalige kerkvoogden, staat vermeld op de eerste steen, die op 23 juni 1875 werd gelegd. Hij zou met zijn gezin in de nieuwe pastorie wonen tot oktober 1879 toen hij het Hoogzand verliet vanwege het aanvaarden van een beroep naar Nijkerk.
De pastorie is ontworpen door de architect Durk Djurres Duursma uit Drachten. Evenals de tegenoverliggende kerk werd de pastorie in een eclectische stijl gebouwd. De symmetrische vierkante woning heeft zowel aan de voor- als aan de achterzijde vijfkantige hoekpilasters. Ook ter weerszijden van voor- en achterdeur staan dezelfde soort pilasters. Boven de voordeur bevindt zich een zogenaamd Frans balkon met een gietijzeren hek. De pastorie is, evenals de tegenovergelegen kerk en het verenigingsgebouw, erkend als rijksmonument.